# Distretto di Asuogyaman
Il distretto di Asuogyaman (ufficialmente Asuogyaman District, in inglese) è un distretto della Regione Orientale del Ghana.